# Chionoloma
Chionoloma là một chi rêu trong họ Pottiaceae.

## Phân bổ
Loài này thường được tìm thấy ở châu Á (Ấn Độ, Sri Lanka, Thái Lan), vùng nhiệt đới châu Phi (Angola, Cộng hòa Trung Phi, Cộng hòa Dân chủ Congo, Ghana, Guinea, Kenya, Malawi, Nigeria, Sierra Leona, Tanzania, Togo, Zambia và Zimbabwe) và Nam Mỹ (Brazil)...